# Lijst van rijksmonumenten in Wolvega
De plaats Wolvega (Stellingwerfs: Wolvege, Fries: Wolvegea) telt 12 inschrijvingen in het rijksmonumentenregister, hieronder een overzicht. 
| Object                                                        | Oorspronkelijke functie?  | Bouwjaar                                                                                   | Architect                                     | Locatie                | Coördinaten?                  | Nr.?   | Afbeelding                                                    |
| ------------------------------------------------------------- | ------------------------- | ------------------------------------------------------------------------------------------ | --------------------------------------------- | ---------------------- | ----------------------------- | ------ | ------------------------------------------------------------- |
| Huize Lindenoord                                              | Kasteel, buitenplaats     | 1780 (herb. na brand) verb. na 1855 en in 1907                                             |                                               | Van Harenstraat 37     | 52° 52' 31" NB, 5° 59' 58" OL | 38877  | Meer afbeeldingen                                             |
| Grietenijhuis Wolvega                                         | Bestuursgebouw en onderdl | 1835 1912 (uitbr.)                                                                         | E. de Graaf                                   | Heerenveenseweg 1      | 52° 52' 36" NB, 6° 0' 6" OL   | 38878  | Meer afbeeldingen                                             |
| Grote geïsoleerd liggende boerderij                           | Boerderij                 | 1813                                                                                       |                                               | Sportlaan 139          | 52° 52' 2" NB, 6° 0' 21" OL   | 38879  | Meer afbeeldingen                                             |
| Windlust                                                      | Industrie- en poldermolen | 1888 hersteld in 1975 en 1984                                                              |                                               | Hoofdstraat West 52    | 52° 52' 26" NB, 5° 59' 38" OL | 38880  | Meer afbeeldingen                                             |
| Kerk op de Hoogte (hervormde kerk)                            | Kerk en kerkonderdeel     | 1646 (herb.) 1894 (herb. bovenbouw) 1940-'41 (rest.)                                       |                                               | Kerkstraat 7           | 52° 52' 33" NB, 5° 59' 52" OL | 38881  | Meer afbeeldingen                                             |
| De Gooyer (tot 1991: De Wâlden)                               | Industrie- en poldermolen | 1775 (bij Blesdijke) 1836 (verplaatst naar Noordwolde) 1916 (huidige locatie) 1991 (rest.) |                                               | Steenwijkerweg 76      | 52° 51' 22" NB, 6° 1' 10" OL  | 38882  | Meer afbeeldingen                                             |
| Helomasluisje (voormalige veensluisje)                        | Waterkering en -doorlaat  |                                                                                            |                                               | Noordelijke Luidedijk  | 52° 52' 3" NB, 6° 2' 31" OL   | 38883  | Meer afbeeldingen                                             |
| Dubbele spoorbrug over de Linde                               | Brug                      | 1923-'24                                                                                   |                                               | bij Steenwijkerweg 57a | 52° 51' 26" NB, 6° 1' 57" OL  | 508658 | Meer afbeeldingen                                             |
| Station Wolvega                                               | Transport                 | 1865 1992 (rest.)                                                                          | K.H. van Brederode P.A.M. van Kilsdonk (1992) | Stationsweg 6          | 52° 52' 47" NB, 6° 0' 18" OL  | 508659 | Meer afbeeldingen                                             |
| Woonhuis in Overgangsarchitectuur                             | Woonhuis                  | 1914                                                                                       | A. van der Wal                                | Spoorsingel 5          | 52° 52' 45" NB, 6° 0' 16" OL  | 508660 | Woonhuis in Overgangsarchitectuur                             |
| Arbeiderswoning van het krimptype                             | Woonhuis                  | ca. 1874                                                                                   |                                               | Raadhuisstraat 26      | 52° 52' 39" NB, 6° 0' 1" OL   | 508661 | Arbeiderswoning van het krimptype                             |
| Landhuis in een stijl met invloeden van de Amsterdamse School | Werk-woonhuis             | 1933                                                                                       | G.B. Bergsma                                  | Steenwijkerweg 13      | 52° 52' 31" NB, 6° 0' 14" OL  | 508662 | Landhuis in een stijl met invloeden van de Amsterdamse School |